# Петрокаменский пруд
Петрока́менский пруд — пруд на реке Нейве, в районе села Петрокаменского Свердловской области России. Площадь — 2,88 км².

## География
Петрокаменский пруд расположен на реке Нейве, в Пригородном районе Свердловской области. Будучи вытянутым, по своей форме пруд напоминает знак тильды («~»). Водоём вытянут от деревни Тёмно-Осиновой на западе до села Петрокаменского на востоке.
Площадь Петрокаменского пруда составляет 2,88 км², максимальная глубина — 7 м, высота над уровнем моря — 194 м.

### Береговая линия
Берега Петрокаменского пруда неровные, холмисто-равнинные.
На северо-западном берегу, в районе расширении русла Нейвы, расположена деревня Тёмно-Осинова с вытянутой вдоль пруда и единственной в деревне Зелёной улицей. Улицу венчает расположенная здесь база отдыха «Чистая заводь». Чуть восточнее в пруд впадает река — левый приток Нейвы.
В радиусе от нескольких сотен метров до 1,5 км от северного берега Петрокаменского пруда с запада на восток тянется автодорога Николо-Павловское — Алапаевск. По мере движения по этой дороге на восток, пруд постепенно уходит на юго-восток, а расстояние между дорогой и берегом увеливается. В этой местности берег Петрокаменского пруда залесен. На максимальном расстоянии от дороги на северный берег пруда образует мыс, растительности на котором вновь становится меньше. Восточнее данного мыса береговая линия Петрокаменского пруда тянется на северо-запад, в сторону кварталов села Петрокаменского.
В селе Петрокаменском расположена восточная часть пруда, где он приобретает наибольшую ширину. Юго-западная часть села образует полуостров, где к берегу Петрокаменского пруда выходят улицы Трактористов и Набережная. Сам полуостров обращён на юго-восток, а пруд в данной местности огибает его, меняя русло реки приблизительно на 90°, на север.
Образуя небольшой залив в районе хлебного завода, Петрокаменский пруд вновь меняет свой курс на 90°, на восток. К северо-восточному берегу пруда в данной местности выходит улица Ленина — центральная улица села Петрокаменского и часть выше упомянутой междугородней автодороги. Также в водоём здесь впадает река Каменка, протекающая по селу с севера на юг.
Восточный берег Петрокаменского пруда замыкает земляная дамба длиной чуть более 200 м, по которой пролегла Почтовая улица, в южной части которой построена плотина реки Нейвы. К югу от плотины восточный берег пруда и правый берег Нейвы соответственно вновь образуют полуостров, на котором раскинулась юго-восточная часть села Петрокаменского. Здесь к берегу выходят улицы Октябрьской Революции, 1905 года, Верхнейвинская и Свердлова. К югу жилой застройки на берегу находится сельский пляж.
На юго-восточном берегу Петрокаменского пруда растёт лес, а безлесный южный берег образует множество небольших впадин. Также на южном берегу в пруд впадает правый приток Нейвы — река Бродовка, образующая в своём устье большую губу. Чуть восточнее данной губы пруд также образует чуть меньший по размерам залив. Недалеко от устья Бродовки расположена деревня Дубасова, вытянувшаяся вдоль левого берега реки.
Юго-западный берег Петрокаменского пруда образует большой полуостров, восточная часть которого покрыта лесами.

## Данные водного реестра
По данным государственного водного реестра России, Петрокаменский пруд относится к Иртышскому бассейновому округу, водохозяйственный участок — Реж (без реки Аяти от истока до Аятского гидроузла) и Нейва (от Невьянского гидроузла) до их слияния; речному подбассейну реки Тобол; речному бассейну реки Иртыш.
Код объекта в государственном водном реестре — 14010501821211200010855.

## История
Петрокаменский пруд был образован в конце XVIII века при строительстве Петрокаменского чугуноплавильного и железоделательного завода и плотины на реке Нейве.

## Ихтиофауна
В Петрокаменском пруду обитают следующие виды рыб: ёрш, лещ, окунь, подлещик, плотва, щука.